# Ouratea pintoi
Ouratea pintoi är en tvåhjärtbladig växtart som beskrevs av C. Sastre. Ouratea pintoi ingår i släktet Ouratea och familjen Ochnaceae. Inga underarter finns listade i Catalogue of Life.